# Ardaíta
La ardaíta es un mineral de la clase de los minerales sulfuros de fórmula Pb19Sb13S35Cl7. Fue descubierta en 1978 en una mina en Madjarovo, Bulgaria. El nombre ardaíta viene del río europeo Arda. Sinónimo poco usado es el de cloro falkmanita. Suele llevar impurezas como plata o hierro.

## Formación y yacimientos
Suele encontrarse asociado a otros minerales, como galena, nadorita, robinsonita, y anglesita. La ardaíta ocurre como agregados de cristales aciculares de 2 μm (micrómetros).